# Ocupación estadounidense de Veracruz de 1914
La ocupación estadounidense de Veracruz de 1914 tuvo el propósito de evitar la llegada de un gran cargamento de armas a manos del  ejército federal mexicano y así combatir a las fuerzas constitucionalistas de Venustiano Carranza, en su lucha revolucionaria. Ocurrió pocos días después del llamado incidente de Tampico del 9 de abril de 1914 por el cual el gobierno estadounidense "se sintió ofendido" por el gobierno de Victoriano Huerta. La "ocupación" se inició con la toma del puerto de Veracruz el 21 de abril de 1914 y culminó con la salida de las tropas extranjeras el 23 de noviembre del mismo año.
En 1914 estaban en crisis las relaciones diplomáticas entre Estados Unidos y México, y daba inicio una nueva fase en la Revolución mexicana. Varias facciones se oponían al gobierno de Victoriano Huerta, quien había subido al poder apoyado por el llamado Pacto de la Embajada, que había sido promovido por el embajador estadounidense Henry Lane Wilson.
A la llegada de Woodrow Wilson a la presidencia, Estados Unidos retiró a su embajador y desconoció al gobierno huertista, favoreciendo a la lucha revolucionaria. Sin mediar declaración de guerra de Estados Unidos al gobierno mexicano, la batalla por el puerto comenzó el 21 de abril de 1914, con tropas estadounidenses (marinos e infantes de marina) ocupando la aduana y otros edificios de importancia estratégica. Las tropas del ejército mexicano, bajo el mando del comandante militar de la plaza, el general Gustavo Maass, se retiraron del lugar por mandato del presidente Huerta.
Por otro lado, tras la sorpresiva invasión de tropas extranjeras, hubo una muy desigual y poco efectiva defensa integrada por un centenar de soldados del ejército federal, varios centenares de voluntarios civiles, algunos presos liberados de las cárceles ("rayados"), y un centenar de cadetes de la Escuela Naval Militar. La batalla duró solo un par de días. Para el día 30 de abril, las tropas de la marina estadounidense, que habían capturado el puerto, fueron reemplazadas por el ejército, que se encargó de mantener la ocupación durante casi siete meses. No fue sino hasta el 23 de noviembre que el ejército estadounidense se retiró, entregando el puerto al general Cándido Aguilar quien representaba al ejército constitucionalista de Venustiano Carranza.

## Incidente de Tampico
El jueves 9 de abril de 1914, Jueves Santo, un pequeño grupo de marinos estadounidenses desarmados del barco insignia USS Dolphin, al mando del oficial Charles Copp, fueron remando en una pequeña lancha desde el Muelle Fiscal, por el río Pánuco y el Canal de la Cortadura, a un expendio de combustibles ubicado a un centenar de metros al sureste del Puente Iturbide, con intenciones de comprar gasolina. 
Diez soldados federales, bien armados, los detuvieron y les ordenaron que les acompañaran al cuartel de un jefe militar de más alto grado, el coronel Ramón H. Hinojosa, para aclarar su situación, subiendo la calle Altamira y pasando las vías del tren. Cuando el comandante militar, el general Morelos Zaragoza, se enteró, ordenó que los liberaran y que les pidieran disculpas.  La detención duró menos de una hora.
El comandante naval estadounidense, Henry T. Mayo, protestó por esa detención y, para perdonar la ofensa, exigió saludos a la bandera estadounidense, así como él había accedido a la petición de que el USS Dolphin saludara a la bandera mexicana con 21 cañonazos —en la mañana, al mediodía y al atardecer— apenas unos días antes, el jueves 2 de abril de 1914.
México no accedió. Este altercado sirvió de pretexto al gobierno estadounidense para declararse ofendido por el gobierno de Victoriano Huerta. El presidente Wilson ordenó a su armada prepararse para intervenir en México.

## Embarque de armas en elYpiranga
A finales de los meses de febrero y a principios del mes de marzo de 1914 algunos bancos franceses y británicos habían decidido apoyar al gobierno huertista, cuya situación se hacía más difícil cada día, en cuestiones económicas y pertrechos de guerra.
En aquellos tiempos era casi imposible para México obtener un préstamo oficial similar al que ya le habían concedido en enero de 1914, pues Reino Unido había iniciado un repliegue en México a finales de 1913, y Francia evitaba comenzar un conflicto de cualquier tipo con los Estados Unidos. Finalmente, debido a las constantes presiones estadounidenses, Reino Unido y Francia se manifestaron en contra de los préstamos al gobierno huertista.

### Embargo de armas
Desde inicios de 1913, después de la Decena Trágica, el presidente Woodrow Wilson desconoció al gobierno del usurpador Victoriano Huerta y prohibió cualquier envío y venta de armas al gobierno de México, favoreciendo así a las fuerzas constitucionalistas de Venustiano Carranza.

### Envío de armas
A fines de 1913, con el fin de contrarrestar este bloqueo, Victoriano Huerta nombró a un intermediario extranjero, León Raast, quien era vicecónsul ruso, para que este efectuara la compra de armas en la frontera con los Estados Unidos.
Raast compró una gran cantidad de armas y municiones, y, con el propósito de que el envío no fuese notado, éstas fueron remitidas al puerto ruso de Odesa para ser enviadas desde ahí a Hamburgo, de donde serían transportadas en el Ypiranga, perteneciente a la línea naviera alemana Hamburg America Line.
Debido a las constantes y crecientes tensiones que se vivían en Europa, los bancos franceses y británicos no querían provocar un conflicto con los Estados Unidos por el envío de armas a Huerta. Por ello, los proveedores de armas contrataron a compañías navieras alemanas para evitar así sospechas y lograr su transporte a México.
La información que obtuvo el Departamento de Justicia de los Estados Unidos detalla la enorme cantidad de armamento que había a bordo del barco: 10 000 cajas de cartuchos de calibre 30, 4000 cajas de cartuchos de 7 mm, 250 cajas de cartuchos de calibre 44, 250 000 rifles, 1000 cajas de carabinas 14/30, 20 ametralladoras. El valor total de las 15 770 cajas quedó registrado como de US$607 000, con valor actual del año 2019 de US$15 249 830.

## Wilson da órdenes de ocupar la aduana de Veracruz
Cerca de la media noche del lunes 20 de abril, mientras Wilson esperaba la autorización del Congreso para aprobar la acción, el cónsul de Estados Unidos en Veracruz, William Canadá, avisó a Washington que el buque mercante alemán Ypiranga llegaría a la mañana siguiente (martes 21) y que en la estación de ferrocarril de Veracruz había varios trenes esperando para llevar el cargamento de armas y municiones al interior.
Ante esto, Wilson emitió inmediatamente la orden de ocupar la aduana del puerto y evitar la entrega del armamento.

### Antecedentes
En Veracruz en 1914, era normal ver barcos de guerra de otros países, como el HMS Essex de Gran Bretaña, el "crucero protegido"  Carlos V de España, el Descartes de Francia y el SMS Dresden de Alemania. La mayor presencia extranjera era de barcos estadounidenses.
Al amanecer del 21 de abril, estaban en Veracruz el USS Florida, el USS Utah y el USS Prairie a las órdenes del contraalmirante Frank Friday Fletcher.
- Fletcher había estado en Veracruz en octubre de 1913, con los buques USS Louisiana y USS New Hampshire, cuando Edith O'Shaughnessy desembarcó en Veracruz, en su viaje hacia la Ciudad de México.[16]

Durante la noche del 21 de abril, una parte de la flota que se encontraba en Tampico, al mando del contraalmirante Henry T. Mayo, iba llegando a Veracruz.
A la mañana siguiente, 22 de abril, el contralmirante Charles J. Badger, a bordo del USS Arkansas llegaba a Veracruz con el grueso de la flota del Atlántico, y desde antes del amanecer iniciaba el desembarco de tropas para completar un total de unos 3000 hombres en tierra.

### Objetivos del contraalmirante Fletcher
- Ocupar la Aduana.
- Evitar que el Ypiranga entregara su cargamento de armas.
- Proporcionar toda la ayuda posible a la población estadounidense.
- Tratar a la población mexicana (y a la Escuela Naval) con la mayor consideración.[20]

## Fuerzas navales de Estados Unidos

### En Tampico
Durante la primera quincena de abril de 1914, el grueso de las fuerzas navales de USA en México estaban en la desembocadura del Pánuco y frente a Tampico, al mando del almirante Henry T. Mayo.

#### En el río Pánuco, frente al centro de Tampico
- USS Dolphin
- USS Des Moines
- USS Chester

#### En el Golfo de México, frente a la desembocadura del río
- USS Connecticut
- USS Minnesota
- USS San Francisco
- USS Solace (buque hospital)
- USS Cyclops (carbonero)

### La Flota del Atlántico
La flota del Atlántico, al mando del almirante Charles J. Badger, zarpó de Hampton Roads, Virginia (Chesapeake Bay), la tarde del 14 de abril y se dirigió a Tampico, a donde debía llegar en la tarde del miércoles 22.
De Hampton Roads
- USS Arkansas
- USS New Hampshire
- USS Vermont
- USS New Jersey

Convocados de otras procedencias
- USS South Carolina - de Port-au-Prince, Haití
- USS Michigan - de Philadelphia
- USS Louisiana - de New York

### En Veracruz
En Veracruz, el almirante Frank Friday Fletcher solo tenía tres buques, como lo indica la bitácora del buque británico HMS Essex del 19 de abril de 1914, a su llegada a Veracruz: USS Florida, Utah, Prairie están presentes. También lo constata la bitácora del HMS Berwick que llega a Veracruz el día 20 procedente de Galveston: - Se encuentran aquí HMS Essex, USS Utah, Florida, Prairie y Esperanza, y el crucero español Carlos V -.
- USS Florida - había llegado a Veracruz el 16 de febrero de 1914.[28]
- USS Utah - había llegado también a Veracruz el 16 de febrero de 1914, fue a Tampico el 9 de abril de 1914 y regresó a Veracruz el 16 de abril de 1914.[29]
- USS Prairie - había llegado a Veracruz el 9 de marzo procedente de Pensacola.[30]

- Nota: La Bitácora del HMS Essex de abril de 1914 no reporta llegada a Veracruz de otro barco estadounidense hasta la noche del 21 al 22, con las llegadas del USS San Francisco (20:35 h) y del USS Chester (23:50 h).

Por otra parte, Fletcher fue autorizado por su gobierno para contratar el uso (chárter) de algunos buques de pasajeros de la Ward Line, como Esperanza y México, para el transporte de refugiados.

## Concentración de la flota en Veracruz
El Secretario de Marina estadounidense, Josephus Daniels decidió concentrar toda la flota del Atlántico en Veracruz.
El lunes 20 de abril, 14:00 h (horario de Washington), envió órdenes a Mayo (en Tampico) de dirigirse a Veracruz, dejando solo al USS Des Moines en Tampico.
Una hora después, envió órdenes a Badger —quien comandaba la Flota del Atlántico, procedente de Virginia y se dirigía a media velocidad hacia Tampico— para que cambiara el rumbo y a toda velocidad llevara su flota a Veracruz.

### De Tampico
La orden a Mayo fue modificada a la mañana siguiente por Fletcher: para no desproteger Tampico, habría que mantener allá a varios de los barcos y enviar a Veracruz solo a dos o tres de ellos. La comunicación era confusa, por deficiente y lenta.
A las órdenes les siguieron contraórdenes y ajustes.
- USS San Francisco. Fue el primero en llegar a Veracruz, después de navegar 17 horas. A las 20:30 h del día 21, se amarra al Muelle de Sanidad. Después de que su comandante sostiene conferencia con Fletcher, se mueve y ancla al norte del USS Prairie. Poco después de las 00:00 h su batallón desembarca en el Muelle de la Terminal (Pier 4).[35]

- USS Chester.  Llega a Veracruz, «a su máxima velocidad de 21 nudos desde Tampico», y suelta ancla frente al Muelle de Sanidad a las 00:05 h. Su comandante William A. Moffett, que conocía muy bien los canales del puerto pues ya había estado antes ahí,[36] recibió medalla de honor por este hecho.[37] Su batallón desembarcó en el Muelle de la Terminal a eso de las 03:00 h.

En la mañana de ese mismo día (22 de abril) siguen llegando de Tampico
- USS Minnesota a las 6:00
- USS Hancock a las 6:10
- USS Orion (barco de aprovisionamiento) a las 6:40
- USS Solace (hospital) a las 11:45

### Flota del Atlántico
El día 21, parte de la flota del Atlántico comandada por el almirante Badger, que procedía de Hampton Roads, Bahía de Chesapeake, se dirigía a Tampico. Fue redirigida a Veracruz a donde fue llegando el día 22 en la madrugada.
- USS Arkansas

A las 02:00 del 22 de abril, Fletcher y Huse suben a bordo para conferenciar con Badger.
Luego sigue llegando el resto de la escuadra.
- USS New Hampshire

De este buque, la mañana del 22 de abril, uno de sus regimientos (the 2nd Seaman Regiment), comandado por el capitán E. A. Anderson, apoyado por bombardeo naval, principalmente del USS Chester, avanzan desde el malecón por la calle Francisco Canal, atacan al edificio de la Escuela Naval y al edificio de Artilleros (ocupados por milicias y/o "rayados"), y los capturan.
- USS Vermont
- USS New Jersey

Buques que procedían de otros lugares:
- USS Michigan (había zarpado de Filadelfia el 15 de abril)
- USS Louisiana (había zarpado de Nueva York el 16 de abril)
- USS South Carolina (había zarpado de Santo Domingo)

## Otros barcos en el puerto

### Barcos de guerra extranjeros
- HMS Essex (crucero acorazado británico). Buque insignia del almirante Sir Christopher Cradock, bajo el mando de su comandante, Hugh Tweedie, no puede salir de inmediato. Cradock se queja con Fletcher de no haber sido avisado con tiempo, como lo habían acordado algunos días antes. Se retira de la línea de fuego. A las 16:00 h sale del puerto y echa anclas atrás del rompeolas, después de recibir alrededor de 80 impactos de bala y tener un herido: el "paymaster" A. W. Kimber.[39] Su bitácora ha sido una invaluable fuente de información para la historia de Veracruz.
- HMS Berwick (crucero acorazado británico). A las 9:30 se le avisa del desembarco. Sale del puerto. Se dirige a Puerto México.
- Carlos V (crucero acorazado español). Temprano en la mañana, se le avisó del desembarco. Se había quedado en el puerto hasta la tarde. A las 16:30 un enviado de Fletcher le indicó que no podrían garantizar su seguridad durante la noche.[39] El comandante español, Salvador Buhigas, optó por salir del puerto; no lo pudo hacer de inmediato, quizás por no tener encendidas sus calderas, y salió al amanecer del día 22.[40]

### Barcos mercantes
- México. El día 21 por la mañana está en el Muelle de la Terminal, cargando refugiados. A las 10:15 la Aduana mexicana (Azcárraga) le pide que desaloje el muelle, para hacerle lugar al Ypiranga. Zarpa hacia...(¿La Habana?)
- Esperanza. A las 10:30 atraca en el Muelle de Sanidad para recibir más refugiados. Zarpa después hacia...(¿La Habana?).
- Ypiranga. A las 12:30 se distingue por el humo de sus chimeneas, que se acerca a Veracruz. Llega a las 14:00 y se queda temporalmente afuera del puerto.
- Sonora. Unos 40 francotiradores mexicanos son tomados prisioneros por tropas terrestres estadounidenses.[41]
- Verano. Lanchón de fondo plano ("scow"). En el Muelle Fiscal. Desde este lanchón, francotiradores mexicanos hacen fuego contra los invasores. El Prairie los amenaza. Siguen disparando. Los cañones del USS Prairie lo dejan semihundido. Los francotiradores nadan a tierra para salvarse.[41]
- El Gobernador. El día 22, el USS Chester toma prisioneros a su tripulación mexicana, por estarles disparando.[41]
- Haakon VII (noruego). El día 22 alberga francotiradores mexicanos. El USS Chester lo amenaza. El Haakon VII sale del puerto.[41]

## Planes de invasión
Desde el 13 de abril, Fletcher había estado planeando el desembarque.

## Inicio de hostilidades
La mañana del 21 de abril, sin declaración de guerra, después de un simple aviso telefónico del cónsul estadounidense al comandante militar mexicano, alrededor de las 11:30, marines del USS Prairie iniciaron el desembarco y la ocupación de sitios estratégicos del puerto, ante lo cual las fuerzas militares mexicanas al mando del general Gustavo Maass se retiraron a Tejería y a Soledad, para evitar mayor derramamiento de sangre.
- Ver: Bitácora del USS Prairie en Veracruz el 21 de abril de 1914 (en Wikisource, en español)

## Crónica británica
Inscrita en bitácoras de los buques HMS Essex y HMS Berwick.

### Crónica del HMS Essex

#### 19 de abril de 1914
9:20 a. m. Avistamos Veracruz.  Entramos por el pasaje NE [Noreste]
10:10 a. m. Entramos a la bahía interior. Nos detuvimos entre ambos "bowers" y atracamos a la boya de popa. [...] 
USS Florida, Utah, Prairie presentes.

#### 20 de abril
2:08 p. m. El HMS Berwick arribó y echó anclas.

#### 21 de abril
11:45 a. m. Buques de EE.UU. presentes desembarcaron una fuerza armada y tomaron posesión de Aduana, Estación de tren, y Cable.
12:30 p. m. Desembarco de EE. UU. resistido por los mexicanos
El tiroteo se extiende por la ciudad
Enviamos lanchas para recoger cualquier [posible] refugiado
1.45 p. m. Pisó tierra la Guardia Consular
2.0 p. m. Terminamos de cargar carbón.  "Lighters" ...[¿se retiran?].
A intervalos durante la tarde USS Prairie apoyó a su tropa de desembarco con sus cañones de 3 pulgadas
Limpiando el barco
3.20 p. m. Los Pick-B/s (Picket Boats) de EE.UU. que apoyan el desembarco entraron en acción cerca de la Casa de Prácticos, pero fueron rechazados por disparos de fusil
4.0 p. m. Berwick zarpó
US Prairie siguió apoyando tropas desembarcadas, bombardeando zonas de la ciudad ocupadas por francotiradores y también atacó la Academia Naval

Tiroteo en general en tierra
Barcos que navegan en el puerto reciben disparos, en particular los americanos y españoles
SS "Esperanza“, barco de refugiados de EE. UU., recibía continuamente disparos desde la costa y el fuego era respondido por guardias armados.
Al ponerse el sol, los barcos estadounidenses presentes iluminaron la parte sur de la ciudad con sus faros de luz
08.35 p. m. USS San Francisco entró en el puerto y fue recibido con andanadas de disparos de rifle

Tiroteo esporádico continuó toda la noche, numerosos disparos cayendo cerca de [nuestra] nave
11.50 p. m. USS Chester llegó y ancló en el puerto interior

#### 22 de abril
02:00 a. m. La flota estadounidense del Atlántico arribó y echó anclas

03:15 a. m. US Chester desembarcó grupo armado

04:00 a. m. [La cantidad de] 37 botes cargados de gente armada desembarcaron desde la flota. Estimado de 3000 en tierra.

06:00 a. m. San Francisco Chester Prairie abrieron fuego. Llueve metralla en los muelles. 

Marinería aseando el barco.
07:40 a. m. "Carlos V" salió y ancló en el puerto exterior. 
Disparos generalizados.
07:45 a. m. Iniciaron avances de EE. UU. en general. 
Columnas de tropas desembarcadas por US fueron observadas cruzando frente a la Escuela Naval, enfrentando intensos disparos que les llegaban desde sus ventanas.
08:00 a. m. Balacera generalizada en tierra. 
USS Prairie y Chester dispararon sus cañones hacia la parte sur de la población, y particularmente la Academia Naval, cubriendo la retirada de las tropas desembarcadas, que regresaron trotando hacia el malecón. 

Marinería aseando el barco.
Varios disparos de rifle y de ametralladora dieron en el barco.

08:10 a. m. El pagador de sueldos ("paymaster") Kimber resultó ligeramente herido. 
Habiendo silenciado a la Academia Naval, Chester disparó sus cañones contra tres casas hacia el sur, una de las cuales mostraba banderas de Uruguay y Venezuela.

10:15 a. m. Armisticio es negociado.
12:00 [Siendo las] 9.30 a. m. "Esperanza" procedió a anclaje exterior.
12:40 p. m. Marines desembarcaron del "Hancock"
13:35 p. m. USS Minnesota entró al puerto interior, listo para la acción. 
Marinería empleada según fue requerida. 
Barco hospital de US "Solace" arribó. 
Durante [...?] el buque mexicano SS "Gobernador" fue tomado prisionero por "Chester".
5.20 p. m. - Cañonero mexicano "Progreso" arribó
6.30 p. m.  -  "        "        "         zarpó sin ser molestado.

#### Documentos fuente
- «HMS Essex - Royal Navy Log Books of the World War 1 Era» (en inglés). Consultado el 1 de diciembre de 2017.

- Versión en español en Wikipedia: Bitácora del HMS Essex de abril de 1914
- «HMS Berwick - Royal Navy Log Books of the World War 1 Era» (en inglés). Consultado el 1 de diciembre de 2017.

## Crónica francesa

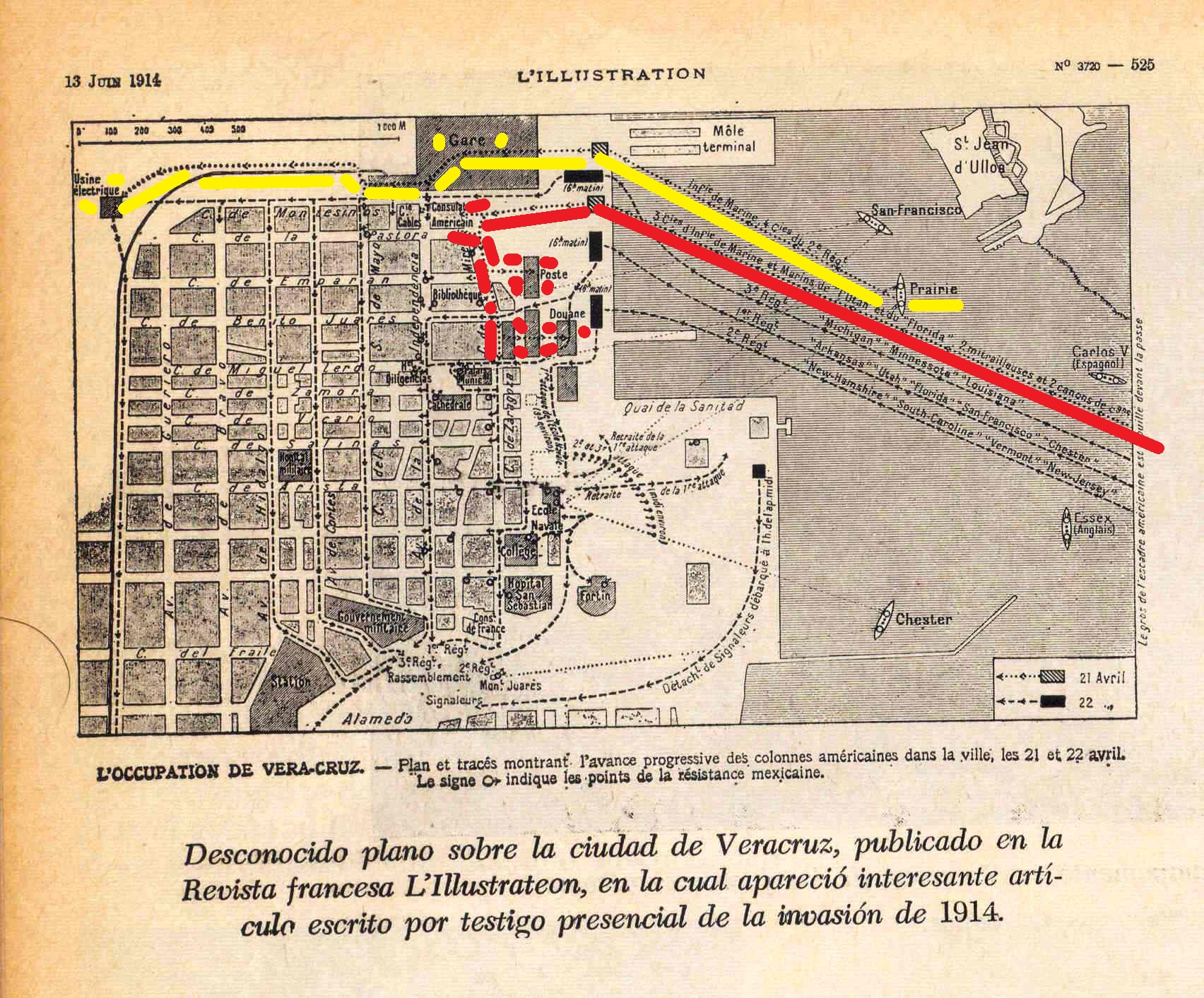
Indicación gráfica de los desembarques y avances de tropas estadounidenses el 21 y 22 de abril de 1914.

El plano (acompañando a un extenso artículo) fue publicado originalmente por la revista francesa L'Illustration de 13 de junio de 1914 y fue reproducido en la Revista Jarocha de Leonardo Pasquel, en su número de abril de 1966. 
Pasquel le da crédito al escritor del artículo (Louis Botte) como "testigo presencial". En realidad, Louis Botte no estuvo esos días en Veracruz sino en Tampico y no pudo llegar a Veracruz sino hasta mediados de mayo, así que el mérito de la recopilación puntual y detallada de información le corresponde al personal del Consulado Francés - en la parte inferior del plano se puede apreciar la privilegiada ubicación que tuvo el Consulado ("Cons. de France"): en la esquina de la calle Zaragoza, junto al Monumento a Juárez ("Mon Juarés"), cerca del Baluarte de Santiago ("Fortín"), con vista franca al puerto y al USS Chester. 
Leyendo el artículo, es sorprendente encontrar que, a pesar de que estaban a solo dos cuadras de la Escuela Naval, el personal del consulado francés no se percató de que los cadetes la evacuaron al caer la noche del día 21.
- Ver en Wikisource

- Artículo: Los estadounidenses en México (1914)
- Plano con anotaciones de cómo fueron las acciones militares en Veracruz el 21 abril 1914 publicado por L'Illustration en junio de 1914

### Día 21 de abril
El avance de tropas del día 21 está indicado con líneas de puntos en el plano. El de las tropas del USS Prairie está remarcado con amarillo y el de las tropas del USS Florida y USS Utah en rojo.
El plano señala claramente cuál fue el avance máximo de tropas del día 21.

### Ubicación de buques
La ubicación de los buques en el plano no es estrictamente precisa:
- El USS Prairie, el único buque estadounidense dentro del puerto, estaba anclado junto a San Juan de Ulúa.
- Como lo deja ver el plano, el USS Florida y el USS Utah estaban en mar abierto, afuera de los rompeolas.
- El USS San Francisco y el USS Chester, que estaban en Tampico, llegaron a Veracruz en la noche de ese día 21.
- El crucero español Carlos V estaba anclado cerca de San Juan de Ulúa, muy cerca del USS Prairie, como se puede apreciar en una de las fotos del desembarque.
- El buque británico HMS Essex estaba más cerca del malecón al iniciar el día; al atardecer se alejó aproximadamente a la posición que lo señala el plano.
- El otro buque británico HMS Berwick también estaba dentro del puerto al iniciar el día; zarpó al mediodía hacia Puerto México (Coatzacoalcos).
- Como lo señala una nota en francés, en el margen derecho del plano, el grueso de la flota estadounidense ("Le gros de l'escadre americaine...") que llegó durante la noche del 21 al 22 (alrededor de una docena de buques) ancló afuera del puerto, frente a la bocana.

### Avance de tropas
Según lo muestra el plano:
- Los infantes de marina del USS Prairie desembarcaron en el Muelle de la Terminal ("Môle Terminal"), capturaron la Estación del Ferrocarril ("Gare") y avanzaron por la vía del FFCC hasta ocupar la planta generadora de electricidad ("usine electrique").
- Los infantes de marina y marinos de los buques Florida y Utah desembarcaron en el malecón y se dirigieron directamente al consulado americano ("Consulat Americain"), primero capturaron la oficina de Cablegramas ("Cia. Cables"), después la oficina de Correos ("Poste") y por último la Aduana ("Douane").

### Día 22 de abril
El avance de tropas del día 22 está señalado con líneas de guiones en el plano.
El plano indica detalladamente cómo se integraron los tres regimientos, con infantes de marina y marinos de los diversos buques, y cómo fueron los ataques y las retiradas al ser rechazados, en el combate por la Escuela Naval.

#### Ataques a la Escuela Naval
El plano describe gráficamente cómo fue el ataque del día 22 a la Escuela Naval, apoyado por los cañones del USS Chester:
- Segundo Regimiento ("2e. Regt") integrado por tropas de

- "New-Hamshire" (sic)
- "South-Caroline" (sic)
- "Vermont"
- "New-Jersey"
- 5 h de la mañana ("5h matin")
- Primer ataque a la Escuela Naval, alrededor de las 9 h ("1er. attaque de l'Ecole Navale / 9 environs")
- Retirada del 1.er ataque ("retraite de la 1ère. attaque")
- Segundo y Tercer ataque, alrededor del mediodía ("2e. et 3e. attaque / midi environs")

## Desarrollo

### Lunes 20 de abril
Procedente de Galveston, llega a Veracruz el crucero armado británico HMS Berwick, trayendo a "HE The Minister to Mexico" (Su Excelencia, el embajador británico en México), Sir Lionel Carden. Al desembarcar a las 15:30, saludó con 17 cañonazos. El Baluarte de Santiago respondió el saludo con 21 cañonazos.

### Martes 21 de abril
- Wikisource contiene obras originales de o sobre Ocupación estadounidense de Veracruz de 1914.

En la madrugada, el HMS Berwick reportó en su bitácora la llegada del buque carbonero USS Vulcan.
El día 21 a las 8:00 el almirante Fletcher recibió la orden "Capture Veracruz de inmediato...", con el propósito de impedir el desembarque de armas del buque mercante alemán Ipiranga.
Estados Unidos tenía tres buques de guerra en Veracruz: USS Florida, USS Prairie y USS Utah.
- La noche anterior, Fletcher había ordenado al USS Utah que saliera, se mantuviera a 10 millas de Veracruz y tratara de interceptar y contactar al Ipiranga.
- El USS Utah zarpó esa madrugada a las 2:30.
- A las 09:00 Fletcher le envió la orden de regresar a Veracruz.
- A las 09:40 el USS Utah regresó y ancló afuera del puerto.
- A las 12:30 el USS Utah recibió la orden de desembarcar su batallón.

A las 09:30 Fletcher le avisó al cónsul Canadá que el desembarco de tropas sería a las 11:00.
También les dio aviso al comandante del crucero acorazado español Carlos V, D. Salvador Buhigas Abad (C.N.), y al almirante británico sir Christopher Cradock, para que tomaran sus debidas precauciones y pudieran alejarse de la zona de combate.
- El HMS Essex se retiró hasta el rompeolas; esa tarde salió del puerto y ancló atrás del rompeolas.
- El HMS Berwick zarpó hacia Puerto México.
- El Carlos V salió del puerto a las 7:40 h del día 22, y regresó por la tarde del día 24.[49]

#### San Juan de Ulúa
A eso de las 10:00 del día 21, el almirante Fletcher le avisó del desembarco de tropas al comandante de San Juan de Ulúa, Alejandro Cerisola, y acordó que no se le atacaría a menos que ellos dispararan primero. El comandante Cerisola y la mayor parte de la guarnición se retiraron, dejando la fortaleza bajo el mando del coronel Aurelio Vigil.
A las 22:12 del día 21, un oficial de San Juan de Ulúa subió al USS Prairie, a solicitar permiso para que unos 300 marineros y trabajadores civiles pudieran regresar a tierra firme. Fletcher le negó el permiso.
Durante la noche del 21 al 22, en tres ocasiones los faros reflectores del USS San Francisco detectaron grupos de gentes que habían salido de San Juan de Ulúa y pretendían llegar a tierra por el rompeolas. Algunos disparos al aire los hicieron regresar cada una de esas veces.
- Después del desembarco, la prisión de San Juan de Ulúa quedó aislada y abandonada a su suerte. Parte de su guarnición logró evadir el asedio y se reunió al día siguiente con el general Maass en el poblado de Paso del Macho.[52]  Los Partes rendidos por el general Maass no mencionan que prisioneros de San Juan de Ulúa hubieran sido liberados para tomar armas en contra de la invasión.

- El día 25, el resto de la guarnición y cuatro centenares de prisioneros fueron socorridos por las fuerzas estadounidenses. "Dos botes llenos" de prisioneros políticos fueron liberados.[53]

- El día 28, por acuerdo mutuo entre el almirante Fletcher y el coronel Vigil, una compañía de marines comandada por el capitán Paul Chamberlain del USS North Dakota tomó control de la prisión, reportando un total de 444 prisioneros: 43 sentenciados por algún crimen, 76 esperando ser juzgados y 325 sin acusación, la mayoría retenidos en los recientes dos meses por rehusar ingresar al ejército.[54]

##### Los "Rayados"
Cuenta la tradición que fueron presos liberados de San Juan de Ulúa quienes defendieron a Veracruz como "Rayados".
- Pero esos presos en su mayoría estaban enfermos y mal alimentados.  Muchos eran enemigos del régimen de Huerta y/o que rehusaron ser reclutados por la leva.
- Si hubieran sido liberados para la defensa, ¿quién lo ordenó, quién lo autorizó, quién los uniformó, quién los liberó, quién los armó, quién los organizó? ¿cuántos eran?, ¿quiénes eran?, ¿quién, cómo y en qué momento los llevó a tierra, a luchar?

- La línea de mando era:

- Presidente Victoriano Huerta,
- Secretario de Guerra y Marina Aureliano Blanquet
- General Gustavo A. Maass
- Comodoro Alejandro Cerisola
- Coronel Aurelio Vigil
- Los Partes rendidos por el general Gustavo A. Mass[55] no mencionan a prisioneros de San Juan de Ulúa, pero sí dicen que:

"En la Prisión Militar ordené al teniente coronel Manuel Contreras que armara y municionara a los procesados y sentenciados reclusos en la expresada [Prisión Militar], para que juntamente con los paisanos marchara por la Avenida del Cinco de Mayo rumbo al muelle de la Terminal, con el mismo objeto que el teniente coronel Cerrillo."
- En los "Apuntes del Coronel Manuel Contreras"[56] se lee una nota vaga (¿cuántos?) y confusa, que bajo el subtítulo "Con qué elementos se defendió el puerto", menciona entre varios otros grupos, a:

"Los sentenciados y procesados de las prisiones de la Fortaleza de San Juan de Ulúa, a quienes fui a recoger para pasarlos a las galeras de esta ciudad de Veracruz el día 20 del mismo mes de abril, a quienes armé con los fusiles de los voluntarios que tenía en mi poder de orden de la Secretaría de Guerra y Marina."
- En cambio, varios reportajes en libros,[57] revistas[58] y periódicos[59] describen el estado lamentable en que se encontraban los presos y la improbabilidad de que hubieran sido liberados y asignados a la defensa.
- Muy probablemente, los "Rayados" eran los (quizás solo 10 o 20) presos militares que se encontraban en Las Galeras.

#### Desembarco de tropas
A las 11:12 el USS Prairie envió once lanchones de marines, jalados por dos de sus vapores remolcadores (picket boats), que desembarcarían en el Muelle de la Terminal (Pier 4).
A las 11:15, el USS Florida y el USS Utah, que estaban afuera del puerto, enviaron también sus lanchones con tropas.
El cónsul William Canadá, según le había instruido previamente Fletcher, al ver bajar los lanchones del Prairie desde el consulado, se comunicó por teléfono con el general Maass (comandante del Ejército Mexicano), con Azcárraga (Administrador de la Aduana) y con Villavenecio (Jefe de Policía) para anunciarles el desembarco y pedir su colaboración.
El general Maass consultó al presidente Huerta, quien ordenó la retirada, así que abandonó el puerto con la mayoría de sus tropas, dejando solo a 180 soldados al mando del coronel Albino Rodríguez Cerrillos, para presentar una defensa simbólica y cubrir la retirada.

#### El primer disparo
La lucha inició cuando un policía veracruzano, Aurelio Montfort Villaseñor y Zendejas, disparó en contra de los estadounidenses.  Montfort fue muerto al serle respondido el fuego, y su acción desató la lucha de manera extendida y desorganizada.
Una pequeña escuela primaria en la ciudad de Veracruz lleva su nombre.

#### Batalla generalizada
Otras fuerzas de la heroica defensa fueron cien soldados de 19.º batallón a las órdenes del teniente coronel Albino Rodríguez Cerrillos, junto con voluntarios del puerto, los reos (rayados) de la prisión militar "La Galera" (que habían sido liberados y armados), al mando del teniente coronel Manuel Contreras, algunos miembros de la policía municipal a las órdenes del oficial Laureano López.
También algunos centenares de civiles combatieron a los invasores, disparando con sus armas desde ventanas y techos de diferentes edificios, de manera intermitente durante aquellos días.
Al mismo tiempo que las fuerzas mexicanas organizaban la defensa, las tropas estadounidenses ya se encontraban en dirección a las oficinas de Correos y Telégrafo y al edificio de la Aduana Marítima que fácilmente hicieron suyos, encontrándose principalmente con empleados que sacaron del lugar. Poco después de hacerse a tierra las tropas estadounidenses ya habían capturado las oficinas de aduanas, correo y telégrafos así como otras posiciones. Poco antes de las 12 de la mañana comenzó el tiroteo entre ambas escuadras, ya que los marinos mexicanos atacaron al invasor, contestación que logró que los soldados que comandaba el teniente coronel Albino Gómez Cerrillos se unieran a la lucha.
Uno de los héroes civiles fallecidos en la defensa contra esta invasión estadounidense fue Andrés Montes, carpintero ebanista, quién recibió un tiro en el pecho cuando disparaba contra las tropas invasoras.
Se desató una batalla urbana en la que muchos civiles tomaron parte. Muchos de ellos se parapetaron en el Palacio Municipal, mientras que otros ocuparon sus puestos en los portales del hotel Diligencias, el hotel Buena Vista o en la torre del Faro Benito Juárez, aunque gran parte se quedó en sus casas desde donde podían atacar a las fuerzas estadounidenses cuando quisieran.
Desde el vapor Sonora, amarrado al muelle al norte del Muelle Fiscal, su tripulación disparaba contra los invasores. El capitán del Sonora fue capturado por tropas de USA y usado como rehén. Amenazado con pistola su capitán, la tripulación se rindió. Se les retiraron las armas, se examinó el interior del barco, y se le permitió a la tripulación regresar a bordo.

#### Entre las 15.00 y las 17.00
Alrededor de las 3 de la tarde, los invasores habían capturado sus principales objetivos (Aduana, Muelles, Estación de Ferrocarril, Cable, Telégrafo, Correos, Consulado, Planta de Luz) pero estaban expuestos a disparos desde diversos sitios: la Academia Naval, el Nuevo Mercado, algunos pequeños barcos en los muelles, el Palacio Municipal, la torre del campanario de la Parroquia, y los techos del Hotel Diligencias y de otros edificios en la Plaza Constitución (ahora Zócalo).
Fletcher, por mediación del cónsul William Canadá, intentaba negociar un armisticio para evitar el bombardeo a la ciudad. Se envió un mensajero bajo Bandera Blanca a buscar al general Maass.
Mientras tanto, un grupo de unos 350 refugiados estadounidenses corrieron del Consulado para resguardarse a bordo del buque Esperanza, comandado por el teniente Frank J. Fletcher, sobrino del almirante.
Al pasar casi una hora y no regresar el mensajero, se envió a otro mensajero a buscar al Alcalde, Roberto Díaz Romero, quien dijo no tener autoridad en las actuales circunstancias, y que se intentara con el Jefe de Policía, pero este no pudo ser localizado.
Eran las 17:00. Fletcher ordenó suspender el avance de tropas a la ciudad, mantenerse a la defensiva durante la noche, y reanudar el ataque al amanecer.

#### Primer día de ataque al edificio de la Escuela Naval

##### En la Escuela Naval
Los cadetes deben haber estado esperando el ataque a la Escuela Naval desde antes de la 1 de la tarde, distribuidos convenientemente por el edificio, con el fusil preparado y apuntando hacia donde más probablemente llegarían los invasores. Transcurrieron largos minutos y el ataque no llegaba. Empezaron también a transcurrir las horas. Debe haber sido una espera angustiosa, tensa y agotadora.  El ataque no llegó.
 "... Albino R. Becerril se batía hasta anoche a las 7 p. m. en las calles de Veracruz, impidiendo que las tropas americanas continuaran su avance, el que durante el día de ayer no pasó de la plaza de armas".
Dentro de la Escuela y/o en sus alrededores, unos soldados del cuerpo de artillería se habían unido a los cadetes, llevando unos pequeños cañones, que estuvieron continuamente disparando hacia el Muelle de la Terminal.

##### Los "Picket Boats" entran en acción contra la Escuela Naval
Desde temprano en la mañana del día 21, los cuatro Picket Boats (dos del USS Florida y dos del USS Utah), cada uno con cuatro tripulantes, estuvieron muy activos, cruzando continuamente las aguas del puerto, yendo y viniendo entre sus buques de guerra y los muelles (el USS Florida y el USS Utah permanecieron anclados afuera del puerto, cerca de la bocana) para remolcar trenes de tropas de desembarco, transportar suministros (armamento, equipo, comida, agua, etc.) así como heridos y muertos, y realizar cualquier otra labor que se requiriera, expuestos al fuego de los defensores de Veracruz que les disparaban desde los alrededores de la Escuela Naval.
Por órdenes del capitán William R. Rush, para ubicar con precisión el origen de los disparos que recibían tanto los lanchones de abastecimiento al surcar las aguas del puerto como las tropas invasoras apostadas en la zona de la Aduana, tres de los lanchones de vapor usados como remolcadores para el desembarco de tropas (Picket Boats), al mando de John McCloy, zarparon del Muelle de la Terminal y navegaron a lo largo del malecón; después de pasar el Muelle Fiscal, cambiaron rumbo y se dirigieron en dirección hacia la Escuela Naval, ocupada por sus cadetes. Al arribar al Muelle de Sanidad, a una señal acordada, dispararon una andanada (con sus pequeños cañones de una libra, que llevaban en la proa) contra la Escuela, y se retiraron a toda velocidad, bajo el nutrido fuego de fusiles y pequeños cañones, que les disparaban tanto los cadetes de la Escuela como francotiradores desde el Nuevo Mercado y desde el lanchón Verano, a un lado del Muelle Fiscal. Uno de los tres lanchones de vapor fue seriamente dañado; varios tripulantes fueron heridos y uno de ellos murió. Sin embargo, lograron su objetivo: habiendo las fuerzas defensivas mostrado sus ubicaciones, unos pocos disparos de los cañones de 3 pulgadas del USS Prairie pronto los silenciaron.
Esto fue todo el ataque que hubo el día 21 a la Escuela Naval. El ataque definitivo sería al amanecer del día 22, con numerosa tropa terrestre apoyada con intenso bombardeo naval.
- Ver registro del día 21 a las 3:20 h en Bitácora del HMS Essex de abril de 1914

- Cita en libro The Banana Wars: Para proteger a los lanchones, el Chester [sic: el Prairie, pues el Chester aún venía navegando desde Tampico] había abierto el fuego con sus cañones de 3 libras contra la academia.[75]

- Según Isidro Fabela: "Durante la tarde el cañonero Prairie, que fue el primero en proporcionar fuerzas, efectuó disparos sobre la gente pacífica, que huyendo de la irrupción invasora se dirigía rumbo a Los Médanos".[76]

- Según Parte de Novedades del Comodoro Manuel Azueta: "al intentar los americanos desembarcar ametralladoras en el malecón, fueron obligados a reembarcarse en sus lanchas [los 3 Picket Boats], por el fuego de los alumnos, replegándose aquellos a su transporte [USS Prairie], el que abrió el fuego de cañón 101 m/m. destruyendo con él, la prevención detall, clase de navegación, y parte de las habitaciones del Director, las lanchas [los 3 Picket Boats] hicieron fuego con cañones de pequeño calibre, 37 m/m. aproximadamente".[77]

- Según el general Maass, con base en el Parte de Novedades que le rindió el Comodoro Azueta: "Al efectuar el invasor su desembarque [sic: su provocación] por los malecones que se encuentran frente a la Escuela Naval fueron recibidos con un fuego muy nutrido por los alumnos de ese Plantel desde cuyo punto lograron obligar al enemigo a reembarcarse en sus lanchas [sic: no más de 3 ó 4 tripulantes en cada uno de los 3 Picket Boats] y retirarse, viéndose precisado a hacer uso de la artillería de sus barcos [sic: sólo del Prairie] para apoyar un segundo desembarque [sic: para cubrir la retirada de los 3 Picket Boats], bombardeando el edificio de la Escuela Naval en donde los alumnos resistieron heroicamente el ataque de los americanos, cubriéndose de gloria".[55]

##### José Azueta
En algún momento de esa tarde, el excadete y teniente de artillería José Azueta, habiéndose preparado a resistir el ataque con una ametralladora y desesperado quizás de esperar el avance de invasores que no llegaba, habrá disparado ráfagas de metralla hacia la zona de la Aduana, a lo largo de la avenida Landero y Coss.
 "...nos asomamos a las ventanas que dan al jardín, que era desde un extremo donde hacía fuego y traté de que se quitara de aquel sitio, pero como los mismos alumnos unos le gritaban que se retirara y otros lo vitoreaban, por su valor y fuego que hacía sobre los enemigos, se entusiasmó y en un momento que fue más terrible para mí, lo vimos levantar su ametralladora y colocarse en medio de la citada calle y teniendo a su espalda la esquina del Instituto Veracruzano enfilar la esquina de carnicerías, volviendo a dirigir sus fuegos sobre el enemigo que hacía fuego desde la aduana." - Comodoro Manuel Azueta (H. Veracruz. 2 de noviembre de 1915)
Poco después, José Azueta fue herido mortalmente por los certeros disparos del marino Joseph G. Harner, quien, recargado en un muro de las bodegas de la Aduana, a más de 200 m de distancia, le disparó con su rifle de mira telescópica.

##### Virgilio Uribe
Resultó mortalmente herido el cadete Virgilio Uribe; fue el único herido de entre todos los alumnos de la Escuela Naval.
Se tienen varias versiones sobre su muerte:
- "Al mismo tiempo, se recibía fuego de fusil de las tropas que desembarcaban por el muelle fiscal: éste fue el que ocasionó la muerte del alumno Virgilio Uribe. Una bala expansiva penetró en su cráneo en los precisos momentos en que, parado frente a un balcón, introducía en su fusil una nueva parada de cartuchos para seguir disparando. Cayó de espaldas en estado de coma" -  Vox pópuli[81]

- "Por el frente lateral que ve hacía el Mercado, se recibió fuego de fusilería; en éste fue herido el alumno Virgilio C. Uribe, en la parte superior del cráneo, pasándolo luego a la peluquería que servía de enfermería, donde se le hizo la primera curación por el Practicante de 2/a. Luis Moya; continuó el fuego hasta poco antes de las cinco de la tarde, en que hubo un pequeño intervalo, oportunidad que se aprovechó para enviar al alumno Uribe al Hospital, con unos miembros de la Cruz Roja;..." - Comodoro Manuel Azueta[82]

- "Es de lamentarse la muerte del alumno de dicho Establecimiento Virgilio C. Uribe, que fue mortalmente herido sucumbiendo en breves instantes". - General Maass[55]

- "Instantes más tarde, por todos los alumnos de la Escuela corría la dolorosa noticia de que el alumno Virgilio Uribe había sido muerto de un balazo que recibió en la frente, cayendo en los brazos de su compañero Carlos Meléndez;..." - Justino N. Palomares.[83]

- El "alumno Uribe murió accidentalmente al asomarse a una ventana". - Comodoro Manuel Izaguirre, primer director de la Escuela Naval Militar de Veracruz y padre de la que fuera primera dama de México, María Izaguirre de Ruiz Cortínez, ante la Junta de la Asociación del Colegio Militar.[84][85][86][87]

##### Al ponerse el sol el día 21
- "Hónrome comunicar a usted que hoy a las 7 a. m. arribé a esta plaza [Soledad] procedente de Tejería [... una fracción] al mando del teniente coronel Albino R. Becerril se batía hasta anoche a las 7 p. m. en las calles de Veracruz, impidiendo que las tropas americanas continuaran su avance, el que durante el día de ayer [21 de abril] no pasó de la plaza de armas." - Telegrama del General Maass.[88]

- "... al oscurecer nos reunimos el Sr. Comodoro Azueta, Capitán de Navío Aguilar y el subscrito, para ponernos de acuerdo y tomar una determinación; como no se habían recibido ningunas instrucciones, resolvimos evacuar la Escuela y salir a buscar las fuerzas federales;..." - Parte del Capitán de Fragata Rafael Carrión, incluido en el Parte de Novedades rendido por el Comodoro Manuel Azueta.[89]

- "... salieron los alumnos por una claraboya que se mandó abrir por el lado sur del edificio, pues por la puerta principal y por la que miraba al poniente... no era posible la salida por el fuego de los invasores" - La invasión yanqui en 1914 ("Apuntes" del Coronel Manuel Contreras), Justino N. Palomares.[90]

- "La salida se efectuó por las Atarazanas a fin de evadir la luz de los proyectores,... continuamos por la Alameda hasta llegar a la estación de Los Cocos... procediéndose en seguida a emprender la marcha... siguiendo la via del ferrocarril mexicano... a las doce y media de la noche llegamos a Tejería..." - - Parte de Novedades rendido por el Comodoro Manuel Azueta.[91]

- "Los bravos alumnos... estratégicamente y en orden completo, sin que lo notasen sus enemigos, abandonaron la escuela y en los precisos momentos [sic] en que el crucero "Montana" [sic]... comenzó a vomitar sus proyectiles infernales sobre la Escuela, causando al edificio terribles estragos (***), pero ya cuando sus defensores marchaban hacia Tejería, donde dieron parte al general Maas de su hazaña" - La invasión yanqui en 1914 ("Apuntes" del Coronel Manuel Contreras), Justino N. Palomares.[92]

(***) Nota del editor: No fue el "Montana" sino (principalmente) el "Chester", y los "terribles estragos" no fueron al atardecer del día 21 sino al amanecer del día 22.
- "Y la Escuela Naval no fue atacada. Al día siguiente, ya evacuada la escuela fue tomada por los norteamericanos".[93]

- La bitácora del HMS Essex no reportó ataque terrestre esa tarde (porque no lo hubo) y no mencionó la retirada de los cadetes (evidentemente, porque no se les vio).[32]

##### Durante la noche del 21 al 22
Los principales protagonistas de la batalla en torno al edificio de la Escuela Naval fueron llegando y ocupando sus lugares:
- El USS San Francisco llegó, procedente de Tampico, pasadas de las 8:30 p. m..
- El USS Chester llegó, también de Tampico, casi a media noche.
- El Capitán E. A. Anderson, quien encabezaría el ataque terrestre, llegó a bordo del USS New Hampshire, junto con otros buques de la flota del Atlántico, y desembarcó con sus tropas en el malecón, cerca de la Aduana, alrededor de las 3:00 a. m..
- Un grupo desconocido de defensores, quienes han permanecido anónimos, entró y se atrincheró dentro de la Escuela.
- Unos 1,200 marinos estadounidenses, partiendo desde su campamento por la Aduana, iniciaron su avance hacia la zona de la Escuela poco después del amanecer.

### Miércoles 22 de abril

#### Francotiradores dispersos por todo el centro de la ciudad
El cadete del 18° Batallón, Jorge Alasio Pérez, fue muerto al amanecer, en el cruce de las calles Lerdo y Cortés.

#### Segundo día de ataque al edificio de la Escuela Naval
El día 22 ocurrió el segundo ataque al edificio de la Escuela Naval, esta vez ocupado por federales, milicias y/o "rayados" (el grupo de voluntarios de Manuel Contreras), pues los cadetes se habían retirado la noche anterior.
El capitán E.A. Anderson, recién llegado esa madrugada a Veracruz en el USS New Hampshire, encabezó un regimiento (integrado por marinos del New Hampshire, South Carolina, Vermont y New Jersey, haciendo un total de 1200 hombres y cuatro cañones de 3 pulgadas) que se dirigió por la calle Francisco Canal hacia el poniente de la ciudad.
Inicialmente, el confiado avance terrestre fue sorprendido con fuego de fusil que surgía de la Escuela Naval y de otros edificios. Las tropas invasoras se retiraron de manera desordenada y atropellada, recogiendo a sus muertos y heridos, y reagrupándose en la explanada semi baldía entre la Escuela Naval y el malecón. De momento, no se supo quiénes disparaban desde el edificio contra los invasores. Pudieron haber sido algunos cadetes que se hubieran quedado cuando el contingente se retiró a Tejería, un puñado de civiles, o algunos de los prisioneros de "La Galera". Habrían sido pocos pues de otra manera habrían causado muchas más bajas. Una carta que un marino del Utah envió a su padre relata que "La academia era un total desastre, y encontramos 26 federales muertos en un cuarto".
Minutos más tarde, el ataque terrestre fue apoyado por intensa artillería naval, desde el USS San Francisco, USS Prairie y el USS Chester, contra el edificio de la Escuela Naval, el del Mercado Nuevo, y el del Instituto Veracruzano.
- M. Louis Botte, quien había estado en Tampico el 21 de abril, en su artículo publicado en Francia en junio de 1914, describe lo que le habrán contado al llegar a Veracruz (a mediados de mayo): la versión errónea de que los cadetes pasaron la noche del 21 al 22 en la Escuela Naval y que fueron ellos quienes enfrentaron el ataque en la mañana del día 22.

Estos dos jóvenes [Virgilio Uribe y José Azueta] y sus 70 compañeros salvaron, en Vera Cruz, el honor de México.
- Justino N. Palomares no menciona fechas (21 o 22 de abril) y supone erróneamente que fueron los cadetes quienes defendieron la Escuela Naval en este ataque.[103]

Como los yanquis fueron informados que de la Escuela Naval era de donde se les iba a hacer resistencia, hacia ella marcharon mil quinientos infantes y después de pasar por el edificio de la Aduana y atravesar el muelle de Sanidad, la columna, pletórica de precauciones y con el miedo por escudo, llegó frente a la Escuela, recibiendo de los cadetes una terrible descarga cerrada, seguida de un nutrido fuego que la obligó a retroceder en completo desorden, tirando los invasores las armas en su vergonzosa fuga y pisoteándose unos con otros al echarlos por tierra su inconmensurable pavor.
- Edith O'Shaughnessy tampoco sabía que los cadetes de la Escuela Naval se hubieran retirado la noche del 21.[104]

La Academia Naval era un espectáculo horrible. Esos chicos habían tomado los colchones de las camas, los pusieron en la ventanas, y dispararon por encima de ellos; pero cuando comenzaron los buques a disparar sus cañones [el miércoles 22], esas endebles defensas no les sirvieron de nada. Hubo muertos valientes ese día. Mis deseos por que sus almas valientes y jóvenes descansen en paz.
- El Comodoro Manuel Azueta, al dar su Parte de Novedades el día 21 en Tejería, no pudo haber tenido conocimiento del ataque del día siguiente (abril 22) al edificio de la Escuela Naval.[89]

A las 8:25 el crucero español Carlos V disparó una salva de 13 cañonazos. El USS Florida respondió el saludo con 7 cañonazos.
A las 17.20 arribó el cañonero mexicano "Progreso". A las 18.30 zarpó sin ser molestado.

#### Reporte de Acción del USS Chester

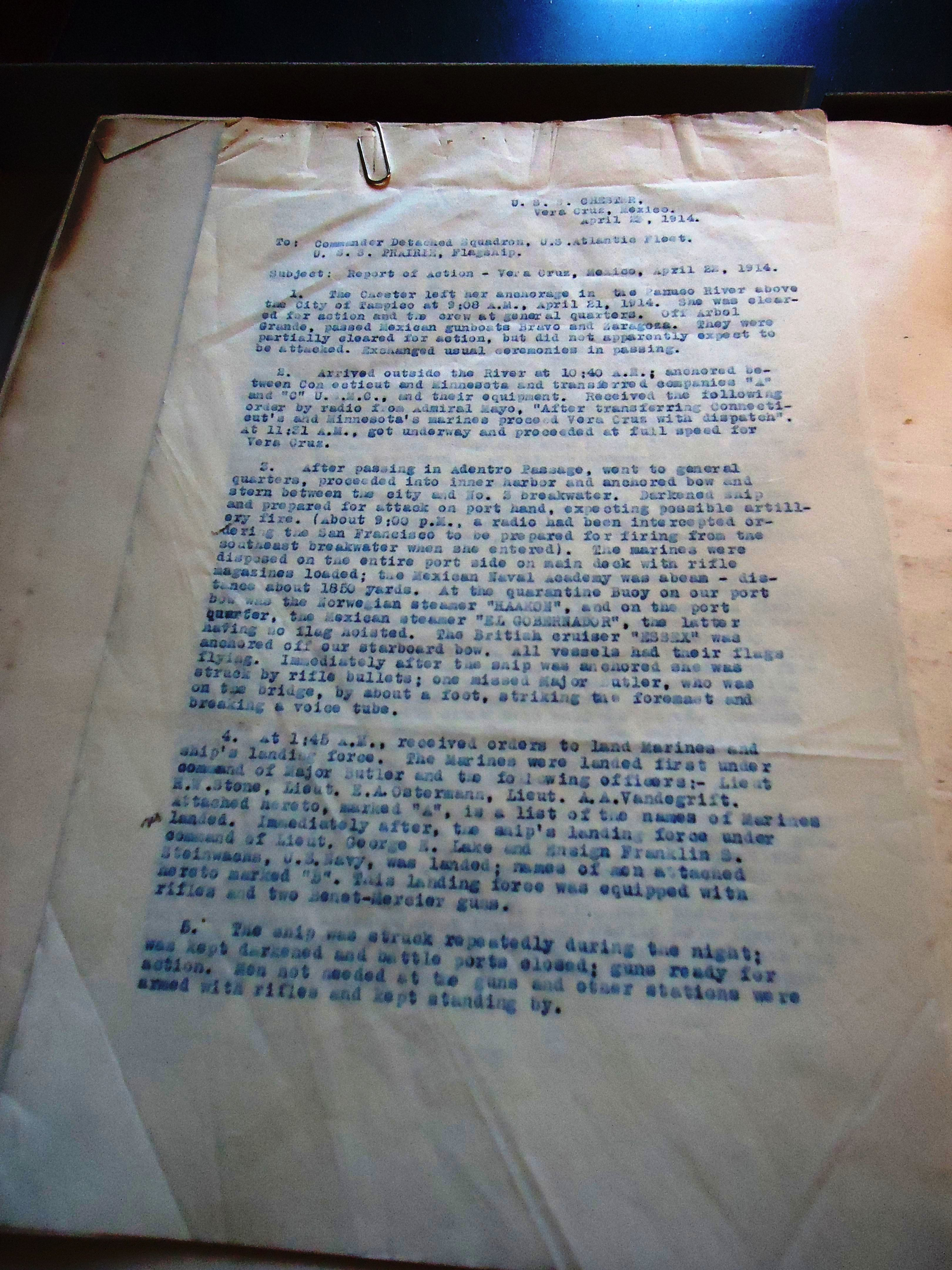
Reporte de Acción del USS Chester, en Archivos Nacionales y Administración de Documentos de los Estados Unidos (NARA).

- Wikisource contiene obras originales de o sobre Ocupación estadounidense de Veracruz de 1914.

#### Bitácora del crucero españolCarlos V
- La Bitácora del Carlos V aún no ha sido localizada (abril de 2017); probablemente se encuentre en el Archivo General de la Marina Álvaro de Bazán, en Viso del Marqués, España.
- Otro documento de interés que tampoco ha sido localizado (abril de 2017) es el cablegrama que habría enviado el comandante Buhigas:

De Méjico no hay nuevas noticias. Las más recientes son las que cablegrafió el comandante del Carlos V detallando el desembarco de los marinos norteamericanos en Veracruz.

##### Acaecimientos del 22 de abril de 1914
Para lo relacionado con su presencia en Veracruz en abril de 1914, hasta ahora (octubre de 2015) solo ha sido localizada una nota con el título "Acaecimientos del 22 de abril de 1914", la cual dice así:
- 330 -
- Del puerto a la rada de Veracruz -
Acaecimientos
- Enmendada de fondeadero [*3] en la mañana del 22 de abril de 1914 -
A las 7.7 de la mañana probadas las máquinas principales y aparatos auxiliares se empezó a levar ... [Bor.=Babor?] arriando al mismo tiempo las estachas [*1] de popa dadas en substitución de los cables de acero. A las 7.15 con ella [?] arriba, se empezó a levar ... [Er.=Estribor?] continuando arriando las estachas de popa; y a las 7.30 con ... [Er.?] también arriba se ... [hizo?] la ciaboga [*2] y gobernando por entre los barcos fondeados en el puerto, nos dirigimos fuera de malecones, y dejando libre el paso para el puerto. ... [dimos?] fondo en la rada a las 8.10 con ... [Bor.?] con 3 grilletes en 18 ... [secetavos?] de agua.  Se saludó al cañón a una insignia americana de Contralmirante también fondeada en la rada.  A las 8.20 se tocó llamada a la brigada de gdia. [guardia?] restableciéndose el servicio de puerto.
... [firma ilegible] 
Notas a la transcripción
```
*1. Estacha = Cabo que desde un buque se da a cualquier objeto fijo.
*2. Ciaboga es la maniobra que tiene por objeto hacer que un barco gire o vire en redondo en el menor espacio posible.
*3. Enmendada de fondeadero = cambio de ubicación; no confundir con corrección a la bitácora.
```

Comentarios a los "Acaecimientos"
El documento de "Acaecimientos" del crucero español Carlos V no es más que una pequeña pieza en el gran rompecabezas, pero no deja de ser interesante.
Por lo que se puede apreciar en la foto del desembarque, en la que se ven los remolcadores y las lanchas que se alejan del USS Prairie (día 21, alrededor de las 11 a. m.), el Carlos V estaba anclado también en esa zona, cerca de San Juan de Ulúa, con la proa dirigida hacia al norte, hacia el USS Prairie.
Poco antes, entre 8 y 10 a. m., Fletcher le había enviado aviso al comandante Salvador Buhigas del Carlos V (así como al almirante Cradock del HMS Essex, a los comandantes Alejandro Cerisola y Aurelio Vigil de San Juan de Ulúa y al cónsul William Canadá) del inminente plan de desembarque, de las intenciones y objetivos, y de la posible batalla que se podría desencadenar.
El Carlos V no se movió el día 21 - quizás parte de su tripulación estaba de permiso en tierra (hacía varios meses que estaban en Veracruz, sin mayor cosa que hacer).  Por otra parte, seguramente no tenían encendidas sus calderas.
Fletcher bajó del buque USS Florida (anclado afuera de los malecones) y se instaló a bordo del USS Prairie, para estar cerca de la acción.
Nota: el comandante del USS Chester, William Moffett, fue convocado a conferenciar con Fletcher a bordo del USS Prairie, tan pronto arribó el USS Chester a Veracruz, a media noche del 21-22 .
Cerca del mediodía se dio el primer disparo (policía Monfort) y se inició la batalla.
Según varias fuentes estadounidenses, confirmado por la bitácora británica del HMS Essex, el USS Prairie hizo varios disparos de sus cañones, en apoyo a la batalla que se libraba en los alrededores de la Aduana.  También, en coordinación con el operativo de señuelo de los "picket boats", hizo algunos disparos contra los tres objetivos detectados como origen de fuego defensivo mexicano: la Escuela Naval, un lanchón anclado cerca del malecón, y lo que estaba en obra negra del Nuevo Mercado.
Alrededor de las 16:30 h, Fletcher le avisó al Carlos V que no podría garantizar su seguridad durante la noche.
El Carlos V se mantuvo en su sitio de fondeadero, y habrá preferido no moverse en la obscuridad de la noche, pero habría iniciado preparativos (encendido de calderas) para zarpar al amanecer.
Durante la noche ingresaron al puerto el USS San Francisco y el USS Chester, procedentes de Tampico.
Al amanecer del día 22, el Carlos V inició sus maniobras para salir del puerto.  Hacia el norte del Carlos V, estarían anclados el USS Prairie y el recién llegado USS San Francisco.  Fue una maniobra delicada ("ciaboga"), pues estarían en plena batalla.
En su trayecto por la bahía de Veracruz, para salir y anclar en mar abierto, hacia el este de San Juan de Ulúa, el Carlos V tuvo que haber pasado por entre el HMS Essex (anclado cerca del rompeolas oriental) y el USS Chester, mientras el USS Chester bombardeaba a la Escuela Naval y otros sitios en esa zona del sureste del puerto de Veracruz.  Afuera de los malecones se habrá encontrado a una docena de otros buques de guerra estadounidenses, que habrían estado llegado durante la noche, (procedentes tanto de Tampico como del Atlántico).
Este documento de "Acaecimientos" registra el saludo de cañonazos del Carlos V (presuntamente al buque insignia de Fletcher).
La bitácora del USS Utah también menciona ese saludo del Carlos V, especificando que fueron 13 cañonazos y añadiendo que el USS Florida (!) respondió con 7 cañonazos.
Será de lo más interesante ver que lo que quedó registrado en la bitácora del Carlos V, si es que aparece.
Debería estar en el Archivo General de la Marina "Álvaro de Bazán", por ahí cerca de donde fue encontrada la nota de "Acaecimientos".

### Jueves 23 de abril
A las 9:00 el almirante Fletcher estableció su cuartel general en el Hotel de la Terminal, e inició la tarea de restaurar el gobierno de la ciudad.
Esa tarde en la Ciudad de México, Edith O'Shaughnessy, esposa del representante del presidente Wilson en México, asistía a la boda de José Víctor Octavio Huerta Águila, hijo del presidente Huerta, con la señorita Concepción Hernández, y felicitaba con abrazos a la señora Huerta, a las puertas de la "catedral" [sic: en realidad, la Iglesia de Nuestra Señora de Guadalupe del Buen Tono].
Esa misma noche, la familia O'Shaughnessy abordaba un tren a Veracruz, abandonando precipitadamente la Ciudad de México.
Mientras tanto en Veracruz, continuaban las acciones terrestres contra francotiradores esparcidos por el centro de la ciudad.
- Arribó el USS Nashville.[116]

### Viernes 24 de abril
Edith O'Shaughnessy, yendo hacia Veracruz, habiendo pasado Tejería, recorriendo a pie un trayecto destruido de las vías del tren, relata un emotivo encuentro con la señora Maass, quien viaja con sus hijos de Veracruz hacia la Ciudad de México.
Se presentan las últimas acciones de resistencia por parte de francotiradores, cerca de los muelles, y va cesando toda lucha.
Dos oficiales de San Juan de Ulúa acuden a la flota estadounidense, a solicitar permiso de salir a conseguir alimentos. Dicen que ellos (la guarnición) y los internos (prisioneros) están desfalleciendo de hambre.
- Arribó el crucero francés Conde.[116]

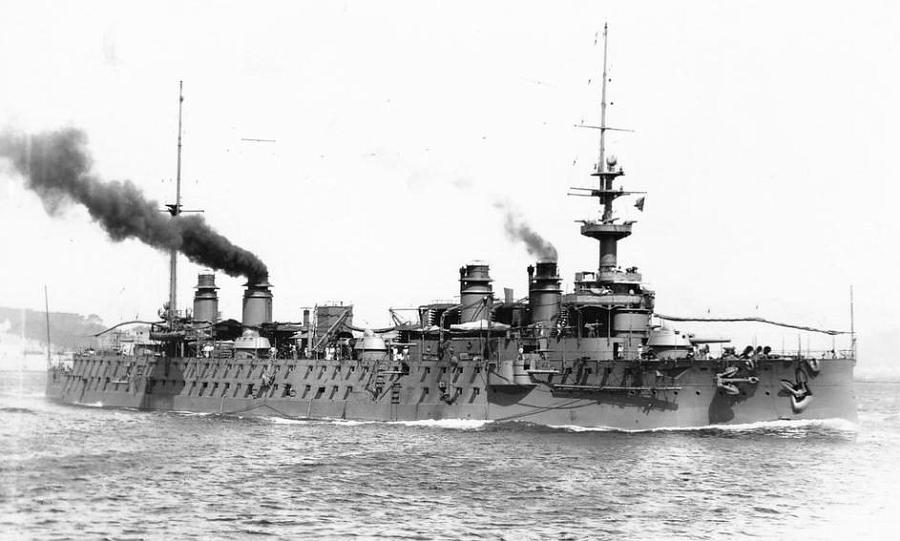
Crucero francés Gloire, gemelo del Condé.

- Arribó el crucero acorazado británico HMS Lancaster, procedente de Jamaica.[119]
- Zarpó el vapor SS San Eduardo, contratado para refugiados, hacia Puerto México.[116]
- Arribó el crucero francés Caride.[116]
- El crucero español Carlos V regresó al puerto interior.[120]

### Sábado 25 de abril

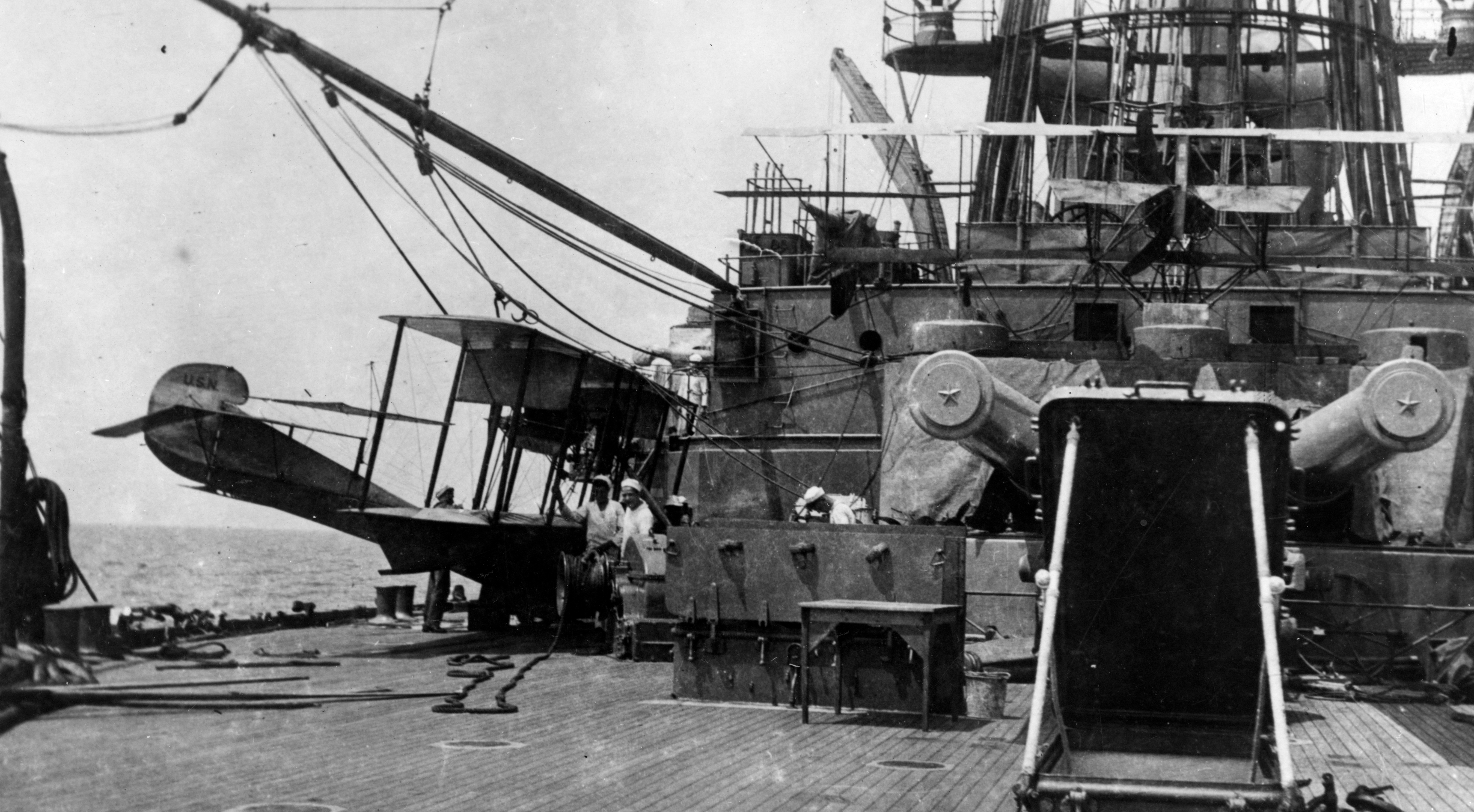
Hidroavión en el USS Mississippi, yendo a Veracruz, abril de 1914.

- Aeroplanos del recién llegado USS Mississippi (no registrada su llegada por la bitácora del HMS Essex) efectúan vuelos de reconocimiento sobre Veracruz.[121][122]

Ver Wikipedia en inglés: "1914 in aviation"
- Zarpó el HMS Lancaster hacia Puerto México.[119]
- Zarpó el buque holandés Andrijk.[123]
- Zarpó el buque francés Texas hacia Tampico, a recoger refugiados.[123]
- Buques rentados a la Ward Line, Mexico,[124] Monterrey y Esperanza, así como el histórico Ipiranga, están cerca de los varios muelles, listos para recibir refugiados y llevarlos a Nueva Orleans o a Galveston.[125]

### Domingo 26 de abril

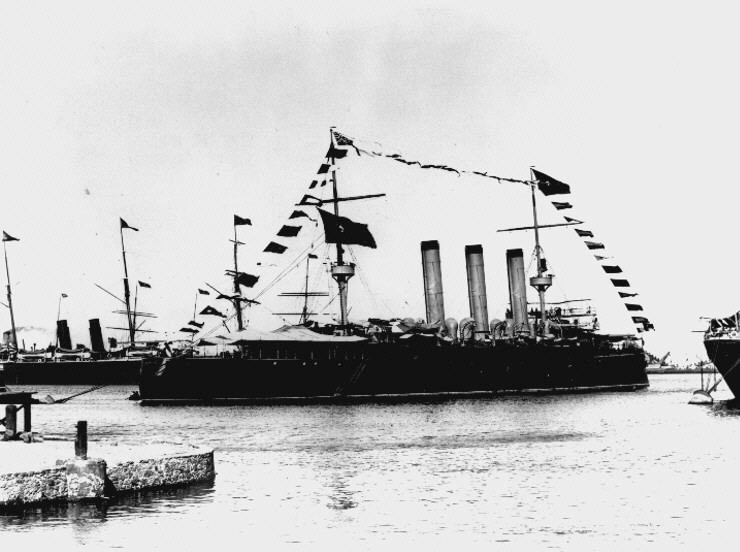
El crucero español Carlos V.

- Arribó el USS North Dakota.[126]

### Lunes 27 de abril

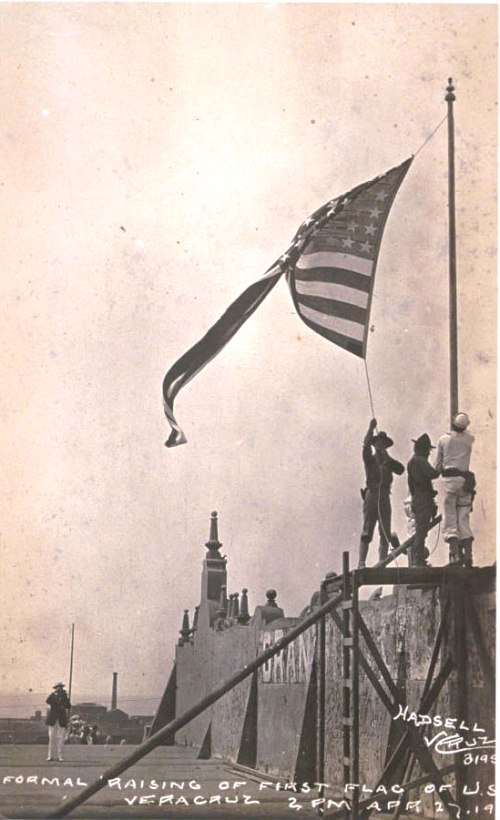
Izamiento de la bandera estadounidense en el puerto de Veracruz.

- Zarpó el USS Michigan.[116]

### Martes 28 de abril
- Arribaron los buques transportes estadounidenses Sumner, Kilpatrick, Meade y McClellan.[116]
- Arribaron los cruceros USS Louisiana y USS Montana, y cuatro destructores.[116][127]

* El crucero armado USS Montana zarpó de Veracruz por la tarde del 3 de mayo y llegó a Nueva York el domingo 10 de mayo, llevando 17 ataúdes con los cuerpos de quienes murieron en combates, para la ceremonia que tendría lugar el lunes 11 de mayo. Dos más murieron de sus heridas posteriormente, en el buque hospital Solace.
- Regresó de la Ciudad de México el comandante naval británico Hugh Tweedie,[116] trayendo centenares de refugiados estadounidenses, ayuda que el presidente Wilson le agradeció.[134]

### Miércoles 29 de abril

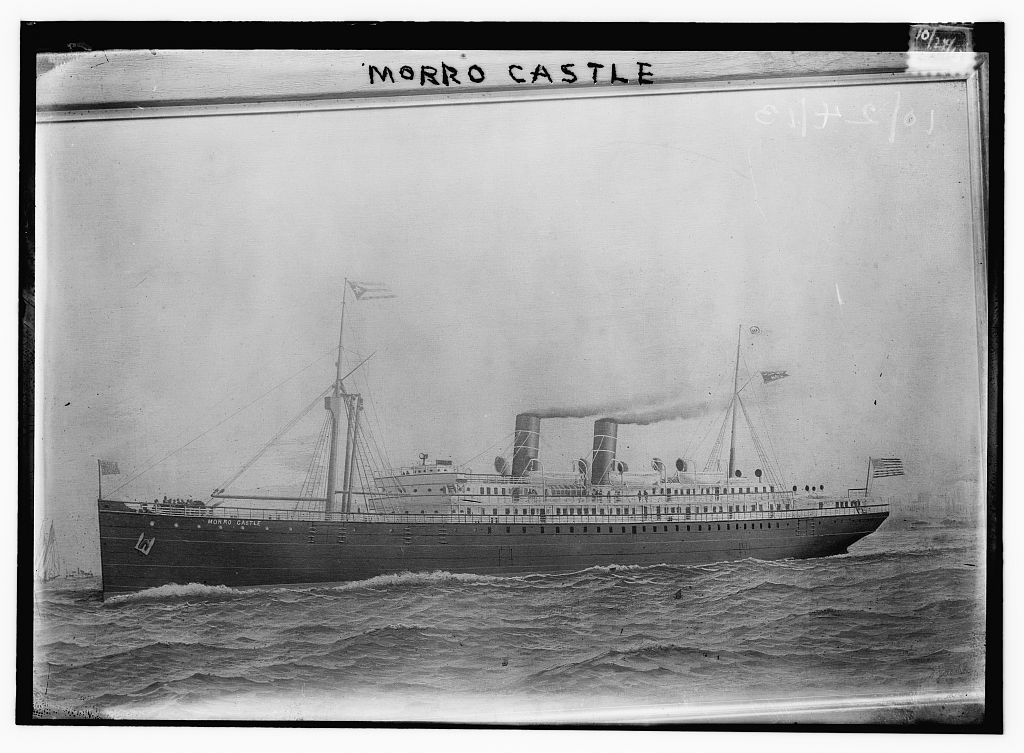
Buque de la Ward Line contratado por USA para transporte de refugiados

- Arribó el transporte de la Ward Line, SS Morro Castle.[135]
- Arribó un crucero cubano y se intercambiaron saludos de salva de 13 cañonazos.[135]
- Continúan llegando otros barcos, trayendo al ejército de ocupación.
- Edith O'Shaughnessy reporta que ya son cerca de ochenta buques:

Oh, the glory and majesty and potency of the United States as there depicted! Great dreadnoughts, destroyers, torpedo-boats, every imaginable craft, nearly eighty of them and for what?

### Jueves 30 de abril
El ejército de ocupación, "US Army 5th Reinforced Brigade", comandado por el General Frederick Funston, substituye a marinos y marines.

### Lunes 23 de noviembre: fin de la ocupación
"Finalmente, el 14 de noviembre se anunció la retirada de las fuerzas estadounidenses y los campamentos empezaron a levantarse, entre ellos el del Hotel Terminal y las caballerizas instaladas en la plazoleta del edificio de Faros".
El 23 de noviembre las tropas de ocupación estadounidenses se retiraron, entregándole el puerto al general Cándido Aguilar, representante de las fuerzas constitucionalistas de Venustiano Carranza.

## Consecuencias
El almirante Fletcher tomó control de la Administración del Puerto de Veracruz. Aunque Victoriano Huerta objetó oficialmente la ocupación, estando tan atareado con la Revolución mexicana no la enfrentó activamente. Finalmente Huerta fue derrocado y se instaló el régimen de Venustiano Carranza, quien era mucho más favorable a los Estados Unidos. A pesar de ello, la ocupación puso a los dos países al borde de una guerra y dañó las relaciones México-Estados Unidos por muchos años. La conferencia llevada a cabo del 18 de mayo al 12 de junio en Niagara Falls, Canadá con la mediación de Argentina, Brasil y Chile en lo que se llamó las conferencias de los países del Pacto ABC evitaron que el incidente desencadenara en una guerra total, que poco faltó para ello.
No fue hasta noviembre que las fuerzas constitucionalistas del general Cándido Aguilar recuperaron la ciudad cuando el 23 de noviembre de 1914 las tropas estadounidenses se retiraron.
En cuanto al embarque de armas del Ipiranga, finalmente sí le llegaron al gobierno huertista, pero demasiado tarde para evitar su caída ante los ejércitos revolucionarios.

Casi de inmediato, revueltas antiestadounidenses estallaron en México, Argentina, Chile, Costa Rica, Ecuador, Guatemala y Uruguay. Adicionalmente, México expulso a todos los ciudadanos estadounidenses en su territorio quienes tuvieron que ser acomodados por el gobierno estadounidense en campamentos de refugiados en Nueva Orleans, Texas City y San Diego.

## Honores
La defensa del 21 de abril de 1914 contra el ejército invasor estadounidense, le confirió a la Ciudad y Puerto de Veracruz su 4 H (de Heroica). En Veracruz particularmente, pero también en varios lugares de la república, se honra la memoria de José Azueta (teniente de artilleros y excadete naval) y de Virgilio Uribe (cadete de la Escuela Naval).
También se recuerda a Jorge Alasio Pérez (cadete del 18° Batallón).
En el Museo de la Heroica Escuela Naval, existe homenaje permanente a estos cadetes, con fotografías, enseres personales, uniformes, espadines, etc.
Al término de esta batalla, el entonces Secretario de Marina de los Estados Unidos Josephus Daniels, ordenó la premiación de 56 combatientes en esta batalla con la condecoración Medalla de Honor. Esta cantidad fue la mitad de las que se habían concedido para la guerra hispano-estadounidense y cerca de la mitad del número que se otorgó durante la Primera Guerra Mundial y la guerra de Corea.

## El mito de los "44 barcos"

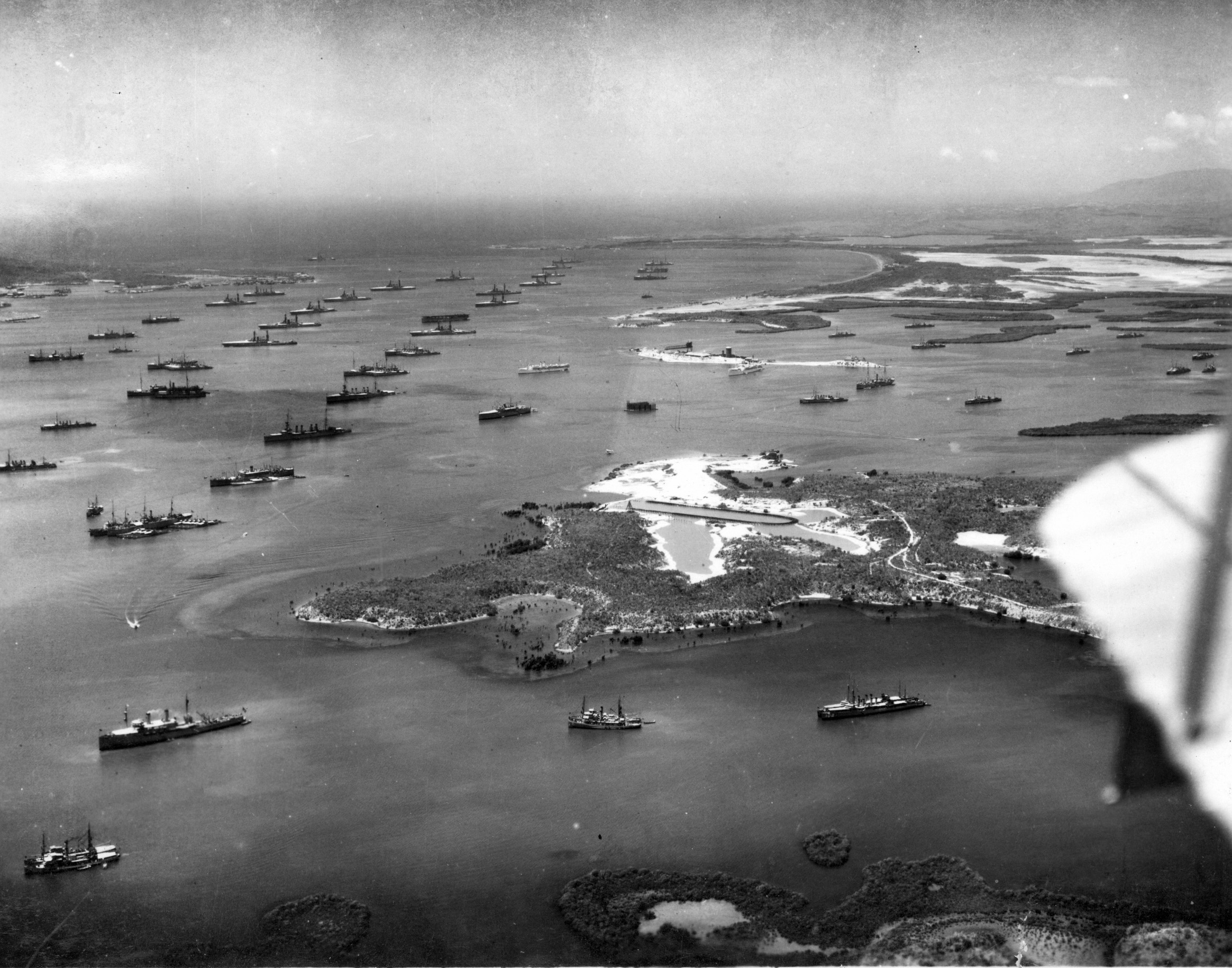
Flota estadounidense en la Bahía de Guantánamo en 1927, erróneamente atribuida a Veracruz en 1914.

Muchos autores, probablemente influenciados por la foto de Guantánamo-1927 erróneamente atribuida a Veracruz-1914, han indebidamente aceptado el mito de que "llegaron a Veracruz 44 barcos estadounidenses". Por ejemplo:
- El Universal Veracruz, ¿Qué tanto sabes de la "h" defensa del puerto?, 6 de febrero de 2014
- La Jornada, A un siglo de la invasión de EU a Veracruz, 21 de abril de 2014
- Vanguardia-Excelsior, 21 de abril de 2014
- Proyecto 40, El Refugio de los Conspiradores, sábado 19 de abril de 2014
- Heroica Defensa del Puerto de Veracruz, Presidencia de la República - Accesada el 14 de mayo de 2014
- Artículos en Internet en otros idiomas. Por ejemplo, en polaco: "US Navy blokujące Veracruz w roku 1914. USS PRAIRIE uczestniczył w tej operacji jako transportowiec".
- CONACULTA - INAH - ("Cabe recordar que el 21 de abril de 1914, poco más de 40 buques estadounidenses atracaron en el puerto de Veracruz,...") - Accesada el 14 de mayo de 2014
- 21 DE ABRIL DE 1914 HEROICA DEFENSA DEL PUERTO DE VERACRUZ
- Centennial Countdown to the Great War
- Reseña gráfica de la invasión americana - veracruz 1914, por José Pérez de León, Segunda edición.  Buques falsamente mostrados en cantidad, nombres y ubicaciones, en el Plano de la ciudad y puerto de Veracruz de la p.12
- Convocatoria por Journalmex al Simposio Bienal de SEMAR
- El Universal Veracruz, Chile conmemora centenario de Gesta Heroica de Veracruz, 3 de junio de 2014

## En la cultura popular
El álbum Excitable Boy de Warren Zevon incluye una canción llamada Veracruz en referencia a la ocupación estadounidense de 1914. Describe la batalla y caos desde el punto de vista de un residente de Veracruz.
En el último verso, en español traducido al inglés, el personaje dice "Aquel día yo juré / hacia el puerto volveré  / aunque el destino cambió mi vida / en Veracruz moriré".
El 21 de abril de 2014, el Banco de México emitió una moneda conmemorativa de $20 pesos, con motivo del Centenario de la Gesta Heroica de la defensa del puerto de Veracruz. Se pusieron en circulación cinco millones de piezas.